# Ganam-eup
Ganam-eup (koreanska: 가남읍) är en köping i kommunen Yeoju i provinsen Gyeonggi i den norra delen av Sydkorea, 65 km sydost om huvudstaden Seoul.